# Patellida
Patellida Ihering, 1876 è un ordine di molluschi gasteropodi, unico ordine della sottoclasse Patellogastropoda, detti anche Docoglossa

## Tassonomia
Comprende 8 famiglie raggruppate in due superfamiglie:
- Superfamiglia Lottioidea Gray, 1840
  - Famiglia Acmaeidae Forbes, 1850
  - Famiglia Eoacmaeidae T. Nakano & Ozawa, 2007
  - Famiglia Lepetidae Gray, 1850
  - Famiglia Lottiidae Gray, 1840
  - Famiglia Neolepetopsidae McLean, 1990
  - Famiglia Pectinodontidae Pilsbry, 1891
- Superfamiglia Patelloidea Rafinesque, 1815
  - Famiglia Nacellidae Thiele, 1891
  - Famiglia Patellidae Rafinesque, 1815